# Epitausa ignilinea
Epitausa ignilinea là một loài bướm đêm trong họ Erebidae.